# Placówka Straży Granicznej I linii „Grab”
Placówka Straży Granicznej I linii „Grab” – jednostka organizacyjna Straży Granicznej pełniąca służbę ochronną na granicy polsko-czechosłowackiej w okresie międzywojennym.

## Geneza
Na wniosek Ministerstwa Skarbu, uchwałą z 10 marca 1920 roku, powołano do życia Straż Celną. Od połowy 1921 roku jednostki Straży Celnej rozpoczęły przejmowanie odcinków granicy od pododdziałów Batalionów Celnych. Proces tworzenia Straży Celnej trwał do końca 1922 roku. Placówka Straży Celnej „Grab” i „Ożenna” weszły w podporządkowanie komisariatu Straży Celnej „Krempna” z Inspektoratu SC „Dukla”.

## Formowanie i zmiany organizacyjne
Rozporządzeniem Prezydenta Rzeczypospolitej Polskiej Ignacego Mościckiego z 22 marca 1928 roku, do ochrony północnej, zachodniej i południowej granicy państwa, a w szczególności do ich ochrony celnej, powoływano z dniem 2 kwietnia 1928 roku  Straż Graniczną.
Rozkazem nr 5 z 16 maja 1928 roku w sprawie organizacji Małopolskiego Inspektoratu Okręgowego dowódca Straży Granicznej gen. bryg. Stefan Pasławski określił strukturę organizacyjną komisariatu SG „Gładyszów”. Placówka Straży Granicznej I linii „Ożenna” znalazła się w jego strukturze.
Już 8 września 1828 dowódca Straży Granicznej rozkazem nr 6  w sprawie organizacji Małopolskiego Inspektoratu Okręgowego podpisanym w zastępstwie przez mjr. Wacława Szpilczyńskiego zmieniał organizację komisariatu i ustalał zasięg placówek. Placówka SG I linii „Ożenna” w nim nie występuje. W jej miejscu wymieniona jest placówka Straży Granicznej I linii „Grab”.

## Służba graniczna
Wydarzenia
W 1939 roku „Czata” informowała, że:
- na pododcinku placówki Straży Granicznej „Grab” postrzelony został w nogę przemytnik – mieszkaniec Ożennej. Rannego, po udzieleniu pierwszej pomocy, odstawiono do szpitala powszechnego w Jaśle[8].
- W lipcu funkcjonariusze placówki zatrzymali dwóch uzbrojonych mieszkańców Ożennej przemycających nielegalnie ze Słowacji do Polski pięciu Żydów. Trzeci przemytnik, obywatel Słowacji zbiegł za granicę[9].

Sąsiednie placówki
- placówka Straży Granicznej I linii „Zdynia” ⇔ placówka Straży Granicznej I linii „Polany”− 1928[6]